# Provincia del Capo Corso
La provincia di Capo Corso (in corso Pruvincia di Capicorsu, in francese Province du Cap Corse) fu una provincia della Corsica istituita nel 1466 dalla Repubblica di Genova, la provincia comprendeva quasi tutto capo Corso.
La provincia fu soppressa dalla Francia il 1º luglio 1793 e annessa al Dipartimento della Corsica con capoluogo Ajaccio.
La provincia nel 1768 contava circa 3.145 abitanti.

## Suddivisioni della provincia
La provincia era divisa in Pievi che nel 1768 erano:
- Barrettali (Barettali)
- Brando (Brandu)
- Cagnano (Cagnanu)
- Canari (Canari)
- Centuri (Centuri)
- Ersa (Ersa)
- Luri (Luri)
- Meria (Meria)
- Morsiglia (Mursiglia)
- Nonza (Nonza)
- Ogliastro (Ogliastru)
- Olmeta di Capocorso (Olmeta di Capicorsu)
- Pietracorbara (A Petra Curbara)
- Pino (Pinu)
- Rogliano (Roglianu)
- Sisco (Siscu)
- Tomino (Tominu)

Il paese più abitato nel 1768 era Luri con ca. 380 abitanti.

## Lingua
La lingua ufficiale era l'italiano, anche se la popolazione capocorsina parlava in corso.
La lingua de jure dal 1768 con l'annessione alla Francia fu il francese, ma non fu mai utilizzato in alcun documento ufficiale dato che veniva usato l'italiano.

## Confini
A nord confinava con il Mar Ligure, a sud con la provincia di Nebbio e la provincia di Mariana, a ovest confinava con il mar Ligure e a est con il Canale di Corsica e il mar Tirreno.

## Fonte
- (IT, FR, CO) Radiche, associazione culturale italo-corsa, su radiche.eu.